# Socratina bemarivensis
Socratina bemarivensis là một loài thực vật có hoa trong họ Loranthaceae. Loài này được (Lecomte) Balle miêu tả khoa học đầu tiên năm 1964.